# Canthylidia cana
Canthylidia cana là một loài bướm đêm trong họ Noctuidae.